# Bahnhof Forum
Forum ist eine unterirdische U-Bahn-Station in der dänischen Stadt Frederiksberg, welche von der dänischen Hauptstadt Kopenhagen umschlossen wird. Die Station wird von den Linien M1 und M2 des Kopenhagener U-Bahn-Systems bedient.
Sie befindet sich unterhalb der Messehalle Forum.
Die Station wurde am 29. Mai 2003 für den neuerbauten U-Bahn-Abschnitt Nørreport-Frederiksberg eröffnet. Es bestehen Umsteigemöglichkeiten zu diversen Buslinien.
Planungen sahen anfangs vor, die in Planung befindliche neue Ringstrecke „Cityringen“ über die Station zu führen, wodurch die Station zum unterirdischen Kreuzungsbahnhof umgebaut werden müsste. Die Planer entschieden sich jedoch für die andere Route, welche die Kreuzung zum bestehenden Metronetz am Bahnhof Frederiksberg vorsieht.